# Cazaza

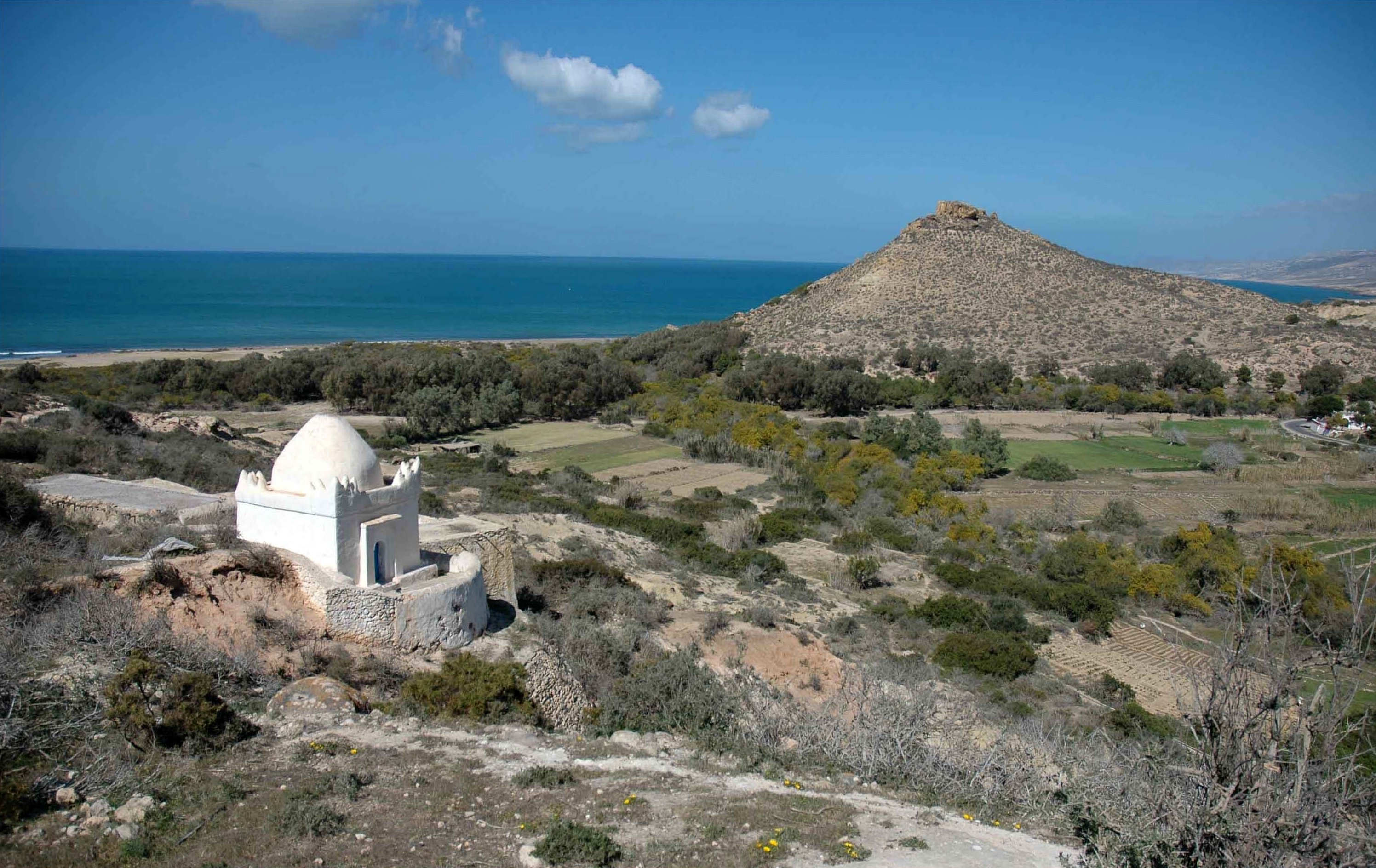
Morabo de Sidi Mesaud y colina de Cazaza.

Cazaza, kudia al Bayda o Alcudia de Berbería, fue una población situada en el territorio de la provincia de Nador en Marruecos, situada en la costa occidental de la península de Tres Forcas, a unos 18 km de Melilla.
Durante el siglo XV se produjo el comercio con los mercaderes valencianos, sobre todo de artículos de cera y cuero. En 1493 desembarcó en Cazaza Boabdil procedente de Adra, tras las capitulaciones de Granada, con destino a Fez. 
Fue conquistada por las fuerzas del duque de Medina Sidonia en 1505, obteniendo del Rey Fernando el marquesado de Cazaza por esta acción. Su puerto contaba con un buen fondeadero que facilitaba la actividad comercial. Su población la comprendían 900 vecinos musulmanes y 17 casas de comercio cristianas, probablemente venecianas. En 1532  la población fue asaltada y destruida y se produjo su abandono.
Su paradero exacto fue incierto durante mucho tiempo debido a que Luis del Mármol y Carvajal la ubicó en 1571 al este de Melilla, cerca del cabo de agua. Sin embargo, en 1910, militares españoles localizaron al este del cabo Tres Forcas las ruinas del lugar que los bereberes denominaban Cazaza y que se correspondía con la Cazaza descrita en los portulanos del siglo XIV.